# کلیسای جامع میلزایس

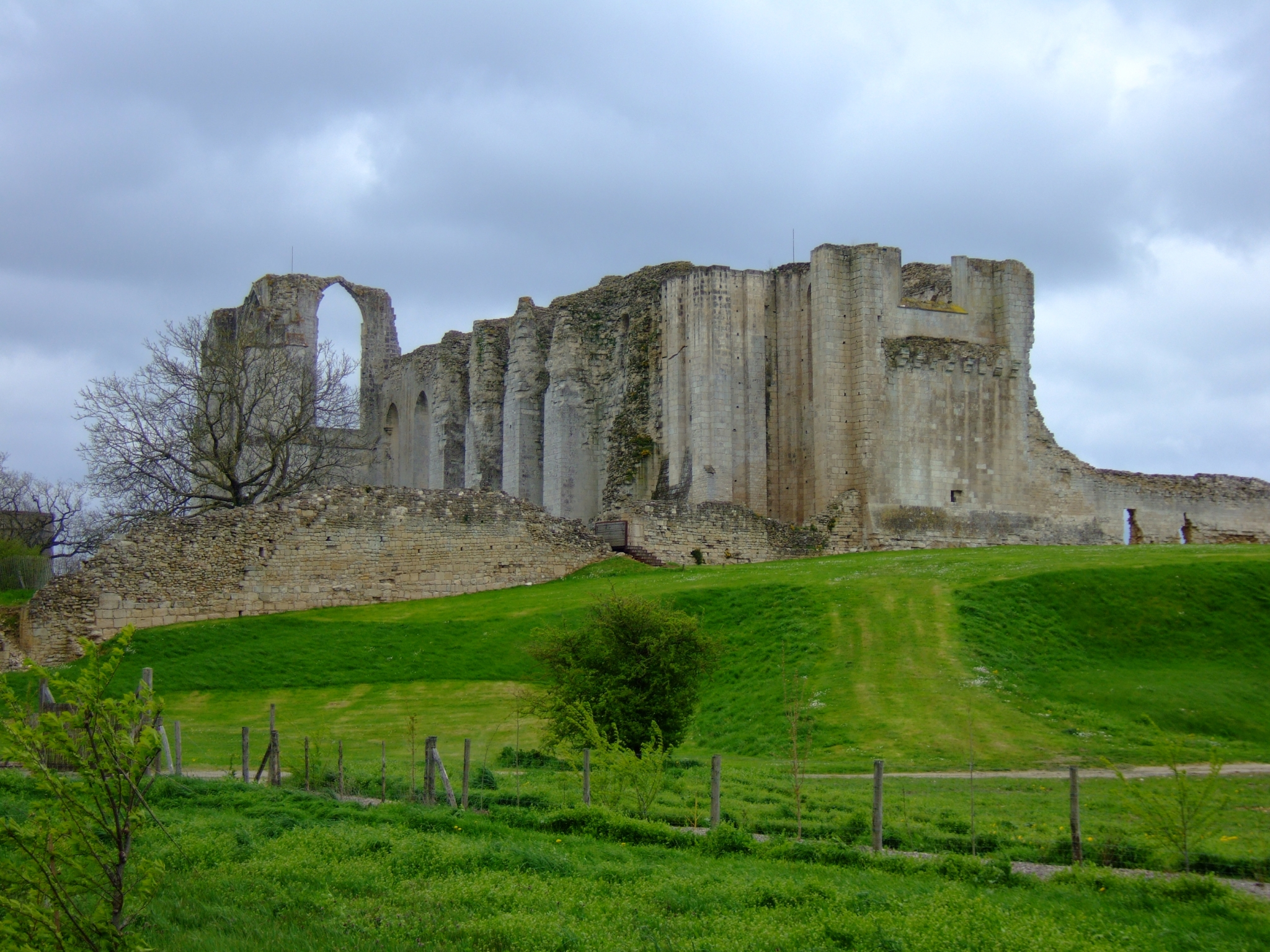
ویرانه‌های ابی و کلیسای جامع میلزایس

کلیسای جامع میلزایس (فرانسوی: Cathédrale Saint-Pierre de Maillezais‎ و به انگلیسی: St. Peter Maillezais) یک کلیسای کاتولیک رومی ویران شده در کمون میلزایس در وانده فرانسه است. این مکان که قبلاً محل صومعه سن پیر بود، از صومعه قرن دهم به کلیسای جامعی که در قرن پانزدهم تکمیل شد، رشد کرد و بسیاری از ساختارها در این مکان در پایان قرن هفدهم متروک شدند. ویرانه‌های امروزی شامل کلیسای جامع، سالن غذاخوری، خوابگاه، آشپزخانه، سرداب‌ها، برجک‌ها و باروها است. این کلیسا به دلیل انعکاس فرم معماری رومی و گوتیک آن به عنوان یک بنای میراث فرهنگی معرفی شده‌است. در ۳۰ ژانویه ۱۹۲۴ به عنوان یک بنای تاریخی تعیین شد. کلیسای جامع متعلق به اسقف نشین لوچون، با آیین‌های رومی، و با سنت پیتر به عنوان قدیس حامی بود.

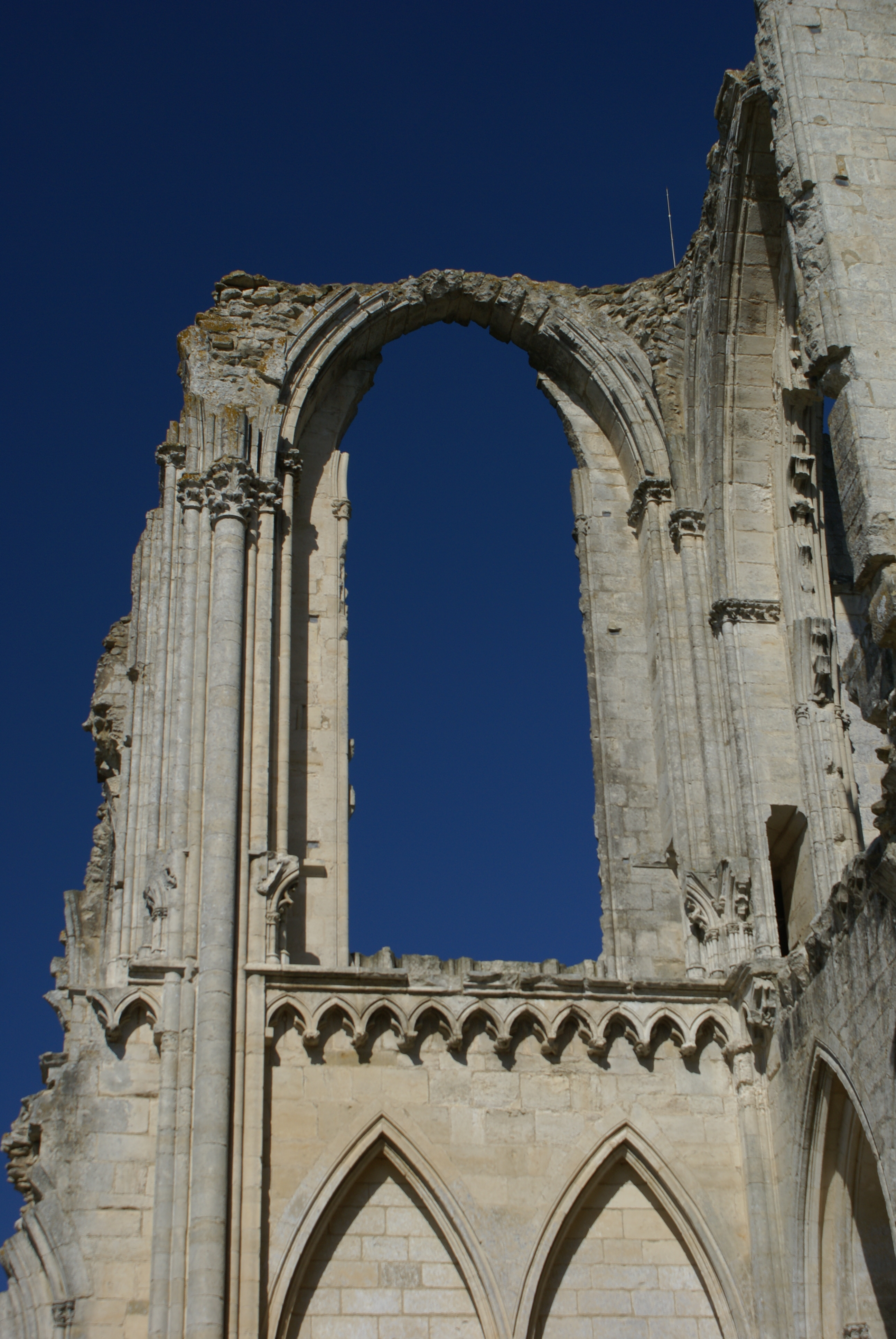
خلیجی بازمانده از گذرگاه گوتیک

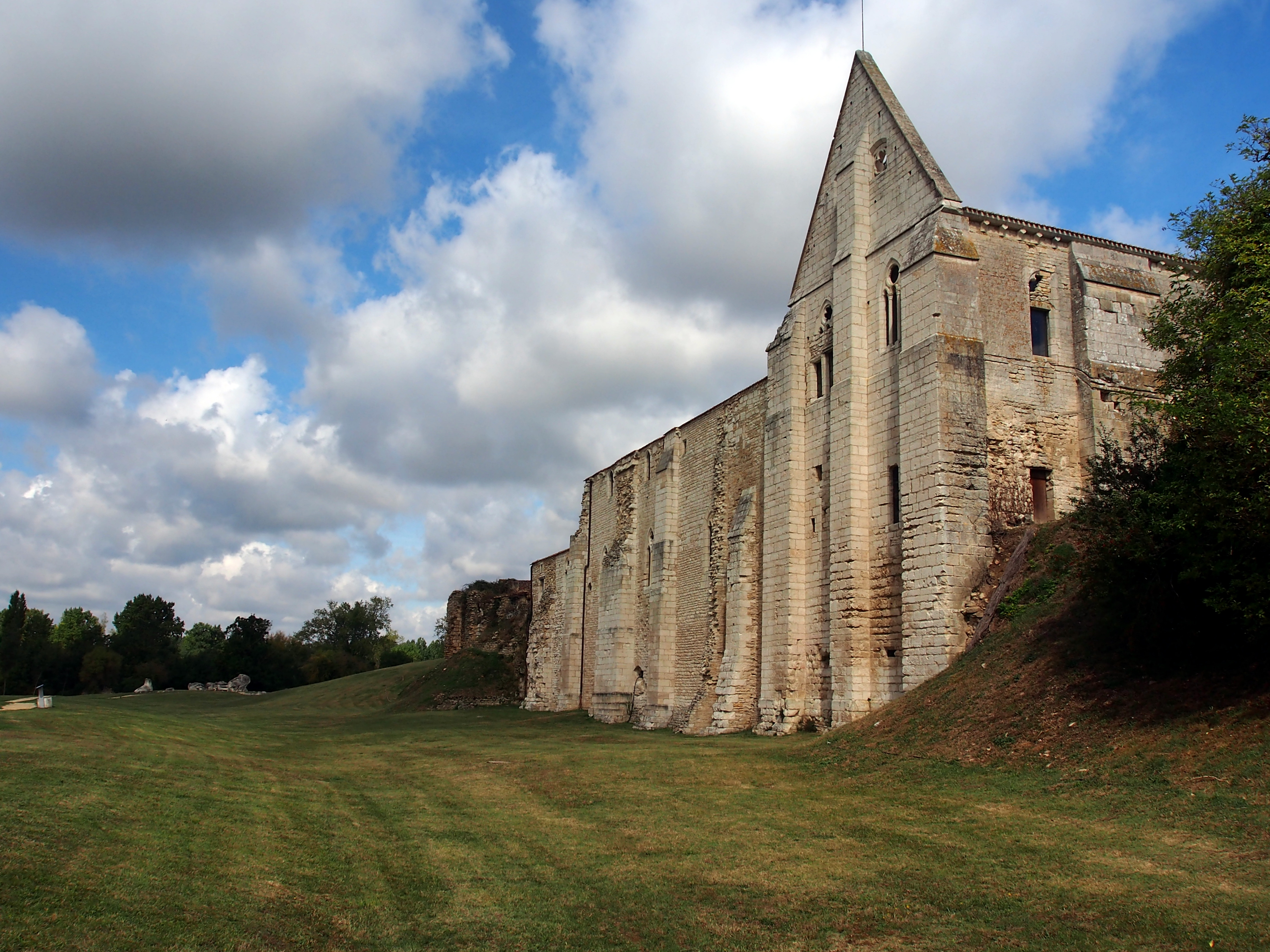
یک جنبه قلعه مانند